# Pezicula rubi
Pezicula rubi är en svampart som först beskrevs av Marie Anne Libert, och fick sitt nu gällande namn av Niessl 1876. Pezicula rubi ingår i släktet Pezicula och familjen Dermateaceae.  Arten är reproducerande i Sverige. Inga underarter finns listade i Catalogue of Life.